# Muholovke
 Muholovke  (Tyrannidae) su porodica ptica u redu vrapčarki, raširena poglavito u tropima, Sjevernoj i Južnoj Americi. Smatra se da obuhvaća 429 vrsta podijeljenih u gotovo 100 rodova. 

## Opis
Kao i ostale porodice u podredu kreštalica, muholovke imaju raznoliku prehranu. Omiljena hrana su im kukci (što i naziv porodice sugerira), no nekad jedu razne voćke i malene kralježnjake (naprimjer, malene žabe ili ribe). Najmanje vrste ove porodice su duge 6,5-6,8 cm i teže 4-5 grama, dok najveće dostižu dužinu od 29 cm i 88 grama. Neke muholovke su duže, ali samo zbog vrlo dugačkih repova. Mnogi pripadnici ove porodice su svrstani u porodicu Tityridae (satiri).
Brojnost vrsta po staništu jako varira. U tropskim šumama može ih se naći i 90, dok je broj vrsta u drugim staništima niži. Mnoge su se prilagodile vlastitom staništu. 
Dvije vrste su kritično ugrožene, sedam njih je ugroženo, a 18 vrsta je osjetljivo.
Većina muholovki se pari jednom godišnje, i tada se većina njih ponaša vrlo agresivno prema drugim pticama. Gnijezda mogu biti raznih oblika: viseća, obična gnijezda i druga. Ženka nese dva do četiri jajeta sa smeđim pjegama. Mnoge vrste se pare doživotno.

## Galerija
- Tyrannus forficatus, dugorepi silnik
- Pitangus sulphuratus,  žutokruni silnik
- Uromyias agilis, prugastoleđa elenija
- Empidonomus varius, prugastoleđi silnik

## Drugi projekti
|  | Zajednički poslužitelj ima još gradiva o temi Muholovke |
|  | Wikivrste imaju podatke o taksonu Muholovke             |